# デビー・ファーガソン＝マッケンジー
デビー・ファーガソン＝マッケンジー（Debbie Ferguson-McKenzie、1976年1月16日 - ）は、バハマの陸上競技選手。2000年シドニーオリンピックの女子4×100mリレーの金メダリストである。

## 経歴
ファーガソンは17歳のときにコロンビアのカリで開催されたパンアメリカン選手権の200mで2位となり、4年後、プエルトリコのサンフアンで開催された同大会では100mで優勝を果たした。また、1996年アトランタオリンピックでは4×100mリレーの予選に出場した。決勝でチームが2位に入ったことから、予選で走ったファーガソンも銀メダルを獲得した。
その後、1999年にはスペインのセビリアで開催された世界選手権に出場。4×100mリレーのバハマ代表として出場し、金メダルを獲得。翌年の2000年シドニーオリンピックでは100mと4×100mリレーに出場。100mでは決勝で8位に終わったものの、セバセダ・フィンズ、チャンドラ・スターラップ、ポーリン・デービスとともに出場した4×100mリレーは、アメリカ、ジャマイカといった強豪を抑え、見事金メダルに輝いた。
2001年のカナダのエドモントンの世界選手権では、200mで金メダルを獲得。翌年のコモンウェルスゲームズでは100m、200m、4×100mリレーを制し、3冠を達成。2004年アテネオリンピックでは、200mで、ジャマイカのベロニカ・キャンベル、アメリカのアリソン・フェリックスに次いで銅メダルを獲得した。

## 自己ベスト
- 100m - 10秒91 (2002年7月27日)
- 200m - 22秒19 (1999年7月3日)

## 主な実績
| 年   | 大会                               | 場所                       | 種目         | 結果 | 記録   |
| ---- | ---------------------------------- | -------------------------- | ------------ | ---- | ------ |
| 1999 | パンアメリカンゲームズ             | ウィニペグ(カナダ)         | 200m         | 1位  | 22秒83 |
| 1999 | 世界選手権                         | セビリア(スペイン)         | 4×100mリレー | 1位  | 41秒92 |
| 2000 | オリンピック                       | シドニー(オーストラリア)   | 100m         | 8位  | 11秒29 |
| 2000 | オリンピック                       | シドニー(オーストラリア)   | 200m         | 5位  | 22秒73 |
| 2000 | オリンピック                       | シドニー(オーストラリア)   | 4×100mリレー | 1位  | 41秒95 |
| 2001 | 世界選手権                         | エドモントン(カナダ)       | 200m         | 1位  | 22秒52 |
| 2001 | IAAFグランプリファイナル           | メルボルン(オーストラリア) | 200m         | 2位  | 23秒00 |
| 2002 | コモンウェルスゲームズ             | マンチェスター(イギリス)   | 100m         | 1位  | 10秒91 |
| 2002 | コモンウェルスゲームズ             | マンチェスター(イギリス)   | 200m         | 1位  | 22秒20 |
| 2002 | コモンウェルスゲームズ             | マンチェスター(イギリス)   | 4×100mリレー | 1位  | 42秒44 |
| 2002 | IAAFグランプリファイナル           | パリ(フランス)             | 100m         | 2位  | 10秒97 |
| 2002 | IAAF陸上ワールドカップ             | マドリード(スペイン)       | 200m         | 1位  | 22秒49 |
| 2002 | IAAF陸上ワールドカップ             | マドリード(スペイン)       | 4×100mリレー | 1位  | 41秒91 |
| 2004 | オリンピック                       | アテネ(ギリシャ)           | 100m         | 7位  | 11秒16 |
| 2004 | オリンピック                       | アテネ(ギリシャ)           | 200m         | 3位  | 22秒30 |
| 2004 | オリンピック                       | アテネ(ギリシャ)           | 4×100mリレー | 4位  | 42秒69 |
| 2004 | IAAFワールドアスレチックファイナル | モンテカルロ(モナコ)       | 200m         | 2位  | 22秒66 |
| 2006 | IAAF陸上ワールドカップ             | アテネ(ギリシャ)           | 4×100mリレー | 1位  | 42秒26 |
| 2007 | IAAFワールドアスレチックファイナル | シュトゥットガルト(ドイツ) | 200m         | 2位  | 22秒74 |
| 2009 | 世界選手権                         | ベルリン(ドイツ)           | 200m         | 3位  | 22秒41 |